# 拓东体育馆站
拓东体育馆站是一个位于中华人民共和国云南省昆明市盘龙区拓东街道东风东路近拓东游泳馆地下，属于昆明地铁3号线的地铁车站，于2017年8月29日启用。

## 概要
该站为3号线的特色车站之一，概念主题为“都市动脉”，天花板以奥运五环，柱面以火炬为设计创意元素，整座车站充满了奥运和体育运动的感觉。
该站也被称为「省体育馆站」。由于在修建该站时，A、B出口临时占用了云南省体育馆的部分场地，而D出口临时占用了云南省发展和改革委员会老办公楼院内的部分场地，昆明地铁方面表示会将这些被占场地上的构筑物及相关附属设施恢复重建。

## 出口
该站设有3个出口：
|                       | 编号     | 地点                                                                                             | 建议前往的目的地 | 照片 |
| 出口 · A · 升降机标志 | 东风东路 | 云南省体育宾馆、昆明市中医院、太平洋保险、汤井商业中心、实力集团                                 |                  |      |
| 出口 · B              | 东风东路 | 体委大院、东华公园、拓东郡、云南农垦局、云南省设备监理协会、云南省化工行业协会                   |                  |      |
| 出口 · D              | 东风东路 | 延安医院、昆明饭店、山茶坊、上东城、昆明饭店、云南省发展和改革委员会、云南省能源局、云南省物价局 |                  |      |
| 註： 設有             |          |                                                                                                  |                  |      |

## 车站周边
- 拓东体育中心
  - 昆明拓东体育场
  - 拓东体育馆（云南省体育馆）